# Mistrovství světa ve fotbale 2022 – skupina H
Skupina H Mistrovství světa ve fotbale 2022 začala 24. listopadu a skončila 2. prosince 2022. Tvoří ji Portugalsko, Ghana, Uruguay a Jižní Korea. Dva nejlepší týmy postoupí do osmifinále.

## Týmy
| Výchozí Umístění ve skupině | Tým         | Koš | Federace | Kvalifikoval se jako:               | Datum zajištění účasti | Pořadí účasti na MS | Po sobě jdoucí účasti na MS | Poslední účast | Nejlepší umístění     | Umístění v žebříčku FIFA | Umístění v žebříčku FIFA |
| Výchozí Umístění ve skupině | Tým         | Koš | Federace | Kvalifikoval se jako:               | Datum zajištění účasti | Pořadí účasti na MS | Po sobě jdoucí účasti na MS | Poslední účast | Nejlepší umístění     | Březen 2022              | Říjen 2022               |
| --------------------------- | ----------- | --- | -------- | ----------------------------------- | ---------------------- | ------------------- | --------------------------- | -------------- | --------------------- | ------------------------ | ------------------------ |
| H1                          | Portugalsko | 1.  | UEFA     | Vítěz baráže UEFA                   | 29. března 2022        | 9.                  | 6.                          | 2018           | 3. místo (1974, 1982) | 8.                       | 9.                       |
| H2                          | Ghana       | 4.  | CAF      | Vítěz třetí fáze CAF                | 29. března 2022        | 4.                  | 1.                          | 2014           | Čtvrtfinále (2010)    | 60.                      | 61.                      |
| H3                          | Uruguay     | 2.  | CONMEBOL | 3. tým kvalifikace CONMEBOL         | 24. března 2022        | 14.                 | 4.                          | 2018           | Vítězové (1930, 1950) | 13.                      | 14.                      |
| H4                          | Jižní Korea | 3.  | AFC      | 2. tým kvalifikační skupiny A (AFC) | 1. února 2022          | 11.                 | 10.                         | 2018           | 4. místo (2002)       | 29.                      | 28.                      |

## Tabulka
| Tým         | Z | V | R | P | VG | IG | +/- | B |
| ----------- | - | - | - | - | -- | -- | --- | - |
| Portugalsko | 3 | 2 | 0 | 1 | 6  | 4  | +2  | 6 |
| Jižní Korea | 3 | 1 | 1 | 1 | 4  | 4  | 0   | 4 |
| Uruguay     | 3 | 1 | 1 | 1 | 2  | 2  | 0   | 4 |
| Ghana       | 3 | 1 | 0 | 2 | 5  | 7  | -2  | 3 |

## Zápasy
1. kolo

### Uruguay - Jižní Korea
Oba týmy se spolu utkaly před tímto duelem osmkrát, z toho dvakrát na mistrovství světa, přičemž oba zápasy skončily vítězstvím Uruguaye: 1:0 ve skupinové fázi v roce 1990 a 2:1 v osmifinále v roce 2010.
Oba celky se v úvodních minutách utkání prezentovaly velmi aktivní hrou. Překvapivě většinu času kontrolovali dění Korejci, a Jihoameričané vyráželi na protiútoky. Postupem času už ale dominovala podle očekávání Uruguay. Největší příležitost zápasu měl přesto na kopačce korejský Ui-Jo Hwang, který 34. minutě přestřelil branku ze skvělé pozice. Těsně před odchodem do šaten vyskočil po rohovém kopu nejvýše ze všech Godín, který se stal historicky nejstarším Uruguaycem na světovém šampionátu, míč ale hlavou nasměroval pouze na tyč. Diváci se tedy branky v prvním dějství nedočkali.
Druhý poločas začal stejně jako ten první. Dominovali Korejci a tým z Jižní Ameriky. Poté se opět Jižní Korea stáhla, a Uruguay dobývala. V 82. minutě se dobře opřel do střely Darwin Núñez, který vystřelil z hranice pokutového území a míč lehce tečoval Edinson Cavani, jenž vystřídal nevýrazného Luise Suáreze. V závěru měl na noze rozhodnutí Valverde, úctyhodné vzdálenosti ale napálil tyč. Diváci vůbec poprvé v 21. století viděli na světovém šampionátu zápas bez střely na branku.
| 24. listopadu 2022 14:00 (UTC+3) |        |             |                                                                          |
| Uruguay                          | 0 : 0  | Jižní Korea | Stadion Education City, Al Raján diváci: 41 663 rozhodčí: Clément Turpin |
|                                  | Zpráva |             | Stadion Education City, Al Raján diváci: 41 663 rozhodčí: Clément Turpin |

| Uruguay | Jižní Korea |

| BK           | 23 | Sergio Rochet      |     |     |
| PO           | 22 | Martín Cáceres     | 57' |     |
| SO           | 3  | Diego Godín (c)    |     |     |
| SO           | 2  | José Giménez       |     |     |
| LO           | 16 | Mathías Olivera    |     | 79' |
| SZ           | 15 | Federico Valverde  |     |     |
| SZ           | 5  | Matías Vecino      |     | 79' |
| SZ           | 6  | Rodrigo Bentancur  |     |     |
| PÚ           | 8  | Facundo Pellistri  |     | 88' |
| SÚ           | 9  | Luis Suárez        |     | 64' |
| LÚ           | 11 | Darwin Núñez       |     |     |
| Nahrazující: |    |                    |     |     |
| ÚT           | 21 | Edinson Cavani     |     | 64' |
| ZÁ           | 7  | Nicolás de la Cruz |     | 79' |
| OB           | 17 | Matías Viña        |     | 79' |
| OB           | 13 | Guillermo Varela   |     | 88' |
| Trenér:      |    |                    |     |     |
| Diego Alonso |    |                    |     |     |

| BK           | 1  | Kim Sung-kju     |     |     |
| PO           | 15 | Kim Mun-hwan     |     |     |
| SO           | 4  | Kim Min-če       |     |     |
| SO           | 19 | Kim Jong-kwon    |     |     |
| LO           | 3  | Kim Čin-su       |     |     |
| SZ           | 6  | Hwang In-pom     |     |     |
| SZ           | 5  | Čong U-jong      |     |     |
| PK           | 17 | Na Sang-ho       |     | 74' |
| OZ           | 10 | Li Če-song       |     | 74' |
| LK           | 7  | Son Hung-min (c) |     |     |
| SÚ           | 16 | Hwang I-čo       |     | 74' |
| Nahrazující: |    |                  |     |     |
| ÚT           | 9  | Čo Kju-song      | 89' | 74' |
| ZÁ           | 13 | Son Čun-ho       |     | 74' |
| ZÁ           | 18 | Li Kang-in       |     | 74' |
| Trenér:      |    |                  |     |     |
| Paulo Bento  |    |                  |     |     |

| Muž zápasu: Federico Valverde Asistenti rozhodčího: Nicolas Danos Cyril Gringore Čtvrtý rozhodčí: István Kovács Náhradní rozhodčí: Vasile Marinescu Videorozhodčí: Jérôme Brisard Asistenti videorozhodčího: Benoît Millot Djibril Camara Redván Džíed |

### Portugalsko - Ghana
Oba týmy se potkaly jednou, a to na Mistrovství světa 2014, kde Portugalsko vyhrálo 2:1.
Evropský favorit v úvodu utkání na trávníku dominoval a už v 10. minutě šel málem do vedení. Ronaldo obdržel přesný pas za obranu, avšak míč si nedokázal ideálně zpracovat a z bezprostřední blízkosti brankáře nepřekonal. Po několika nebezpečných zakončeních z úvodní čtvrthodiny se pomalu kombinující Jihoevropané k dalšímu ohrožení defenzivy Ghaňanů dostali až ve 31. minutě, kdy si na hraně vápna udělal prostor aktivní Ronaldo. Jeho počínání ovšem rozhodčí vyhodnotil jako nedovolené a ještě než následná Portugalcova rána rozvinila síť, zapískal faul, který byl ale minimálně diskutabilní.
Po změně stran se více osmělila Ghana. Velké šance měli Alidu Seidu a Mohammed Kudus, ale jejich pokusy nemířily přesně. Především křídelník Ajaxu Kudus byl v utkání z Ghaňanů rozhodně nejnebezpečnější. V 65. minutě ale vysvobodil trápící se Portugalce jejich kapitán. Ronalda po jemném kontaktu poslal k zemi ve vlastní šestnáctce Mohammed Salisu a sám faulovaný následnou penaltu s přehledem proměnil. Vedení ovšem vydrželo Santosovým svěřencům jen osm minut. Do vápna soupeře totiž pronikl zmiňovaný Kudus, jehož přihrávku před bránu uklidil za bezmocného Dioga Costu André Ayew. Následně však vrátil náskok Portugalcům João Félix, který využil samostatný únik po nahrávce Bruna Fernandese. Krátce nato přízemní ranou Leao překonal afrického gólmana Leão. Se Portugalci si přesto závěr střetnutí zkomplikovali, když 89. minutě snížil hlavičkující Osman Bukari. V posledních vteřinách pak málem vyrovnal Iñaki Williams, po hrubce golmana Costy ale v rozhodující chvíli podklouzl.
| 24. listopadu 2022 17:00 (UTC+3)                            |        |                                 |                                                           |
| Portugalsko                                                 | 3 : 2  | Ghana                           | Stadium 974, Dauhá diváci: 42 662 rozhodčí: Ismail Elfath |
| Cristiano Ronaldo 65' (pen.) João Félix 78' Rafael Leão 80' | Zpráva | 73' André Ayew 89' Osman Bukari | Stadium 974, Dauhá diváci: 42 662 rozhodčí: Ismail Elfath |

| Portugalsko | Ghana |

| BK              | 22 | Diogo Costa           |       |     |
| PO              | 20 | João Cancelo          |       |     |
| SO              | 4  | Rúben Dias            |       |     |
| SO              | 13 | Danilo Pereira        | 90+1' |     |
| LO              | 5  | Raphaël Guerreiro     |       |     |
| DZ              | 18 | Rúben Neves           |       | 77' |
| SZ              | 8  | Bruno Fernandes       | 90+5' |     |
| SZ              | 25 | Otávio                |       | 56' |
| OZ              | 10 | Bernardo Silva        |       | 88' |
| SÚ              | 11 | João Félix            |       | 88' |
| SÚ              | 7  | Cristiano Ronaldo (c) |       | 88' |
| Nahrazující:    |    |                       |       |     |
| ZÁ              | 14 | William Carvalho      |       | 56' |
| ÚT              | 15 | Rafael Leão           |       | 77' |
| ZÁ              | 6  | João Palhinha         |       | 88' |
| ÚT              | 26 | Gonçalo Ramos         |       | 88' |
| ZÁ              | 17 | João Mário            |       | 88' |
| Trenér:         |    |                       |       |     |
| Fernando Santos |    |                       |       |     |

| BK           | 1  | Lawrence Ati-Zigi  |       |       |
| SO           | 18 | Daniel Amartey     |       |       |
| SO           | 23 | Alexander Djiku    |       |       |
| SO           | 4  | Mohammed Salisu    |       | 90+2' |
| PKO          | 26 | Alidu Seidu        | 57'   | 66'   |
| LKO          | 17 | Baba Rahman        |       |       |
| SZ           | 5  | Thomas Partey      |       |       |
| PZ           | 20 | Mohammed Kudus     | 45+1' | 77'   |
| SZ           | 21 | Salis Abdul Samed  |       | 90+2' |
| LZ           | 10 | André Ayew (c)     | 49'   | 77'   |
| SÚ           | 19 | Iñaki Williams     | 90+1' |       |
| Nahrazující: |    |                    |       |       |
| OB           | 2  | Tariq Lamptey      |       | 66'   |
| ZÁ           | 11 | Osman Bukari       |       | 77'   |
| ÚT           | 9  | Jordan Ayew        |       | 77'   |
| ZÁ           | 8  | Daniel-Kofi Kyereh |       | 90+2' |
| ZÁ           | 25 | Antoine Semenyo    |       | 90+2' |
| Trenér:      |    |                    |       |       |
| Otto Addo    |    |                    |       |       |

| Muž zápasu: Cristiano Ronaldo Asistenti rozhodčího: Kyle Atkins Corey Parker Čtvrtý rozhodčí: Stéphanie Frappartová Náhradní rozhodčí: Karen Díazová Medinová Videorozhodčí: Armando Villarreal Asistenti videorozhodčího: Drew Fischer Alessandro Giallatini Shaun Evans |

2. kolo

### Jižní Korea - Ghana
Jižní Korea a Ghana se spolu utkaly osmkrát. Naposledy Ghana vyhrála v přátelském zápase 4:0.
| 28. listopadu 2022 14:00 (UTC+3) |        |                                             |                                                                          |
| Jižní Korea                      | 2 : 3  | Ghana                                       | Stadion Education City, Al Raján diváci: 43 983 rozhodčí: Anthony Taylor |
| ČO Kju-song 58', 61'             | Zpráva | 24' Mohammed Salisu 34', 68' Mohammed Kudus | Stadion Education City, Al Raján diváci: 43 983 rozhodčí: Anthony Taylor |

| Jižní Korea | Ghana |

| BR           | 1           | Kim Sung-kju     |        |       |
| PO           | 15          | Kim Mun-hwan     |        |       |
| SO           | 4           | Kim Min-če       |        | 90+2' |
| SO           | 19          | Kim Jong-kwon    | 77'    |       |
| LO           | 3           | Kim Čin-su       |        |       |
| SZ           | 6           | Hwang In-pom     |        |       |
| SZ           | 5           | ČONG U-jong      | 27'    | 78'   |
| PK           | 22          | Kwon Čchang-hun  |        | 57'   |
| OZ           | 25          | ČONG U-jong      |        | 46'   |
| LK           | 7           | Son Hung-min (c) |        |       |
| SÚ           | 9           | Čo Kju-song      |        |       |
| Nahrazující: |             |                  |        |       |
| ZÁ           | 17          | Na Sang-ho       |        | 46'   |
| ZÁ           | 18          | Li Kang-in       |        | 57'   |
| ÚT           | 16          | Hwang I-čo       |        | 78'   |
| OB           | 20          | Kwon Kjong-won   |        | 90+2' |
| Trenér:      |             |                  |        |       |
| Paulo Bento  | Paulo Bento | Paulo Bento      | 90+12' |       |

| BR           | 1  | Lawrence Ati-Zigi  |     |     |
| PO           | 2  | Tariq Lamptey      | 73' | 78' |
| SO           | 18 | Daniel Amartey     | 21' |     |
| SO           | 4  | Mohammed Salisu    |     |     |
| LO           | 14 | Jonathan Mensah    |     | 88' |
| SZ           | 5  | Thomas Partey      |     |     |
| SZ           | 21 | Salis Abdul Samed  |     |     |
| SZ           | 20 | Mohammed Kudus     |     | 83' |
| PK           | 10 | André Ayew (c)     |     | 78' |
| SÚ           | 19 | Iñaki Williams     |     |     |
| LK           | 9  | Jordan Ayew        |     | 78' |
| Nahrazující: |    |                    |     |     |
| ZÁ           | 22 | Kamaldeen Sulemana |     | 78' |
| ZÁ           | 8  | Daniel-Kofi Kyereh |     | 78' |
| OB           | 3  | Denis Odoi         |     | 78' |
| OB           | 23 | Alexander Djiku    |     | 83' |
| OB           | 17 | Baba Rahman        |     | 88' |
| Trenér:      |    |                    |     |     |
| Otto Addo    |    |                    |     |     |

| Muž zápasu: Mohammed Kudus Asistenti rozhodčího: Gary Beswick Adam Nunn Čtvrtý rozhodčí: Kevin Ortega Náhradní rozhodčí: Michael Orué Videorozhodčí: Tomasz KwiatkowskI Asistenti videorozhodčího: Alejandro Hernández Hernández Kyle Atkins Ricardo de Burgos Bengoetxea |

### Portugalsko - Uruguay
Tyto týmy se utkaly třikrát, poslední a nejvýznamnější byl na Mistrovství světa 2018, kdy v osmifinále porazila Uruguay Portugalsko 2:1.
| 28. listopadu 2022 20:00 (UTC+3) |        |         |                                                                         |
| Portugalsko                      | 2 : 0  | Uruguay | Lusail Iconic Stadium, Lusail diváci: 88 668 rozhodčí: Alírezá Faghání) |
| Bruno Fernandes 54', 90+3' (pen) | Zpráva |         | Lusail Iconic Stadium, Lusail diváci: 88 668 rozhodčí: Alírezá Faghání) |

| Portugalsko | Ururguay |

| BR              | 22 | Diogo Costa           |     |     |
| PO              | 20 | João Cancelo          |     |     |
| SO              | 4  | Rúben Dias            | 89' |     |
| SO              | 3  | Pepe                  |     |     |
| LO              | 19 | Nuno Mendes           |     | 42' |
| DZ              | 18 | Rúben Neves           | 38' | 69' |
| SZ              | 10 | Bernardo Silva        |     |     |
| SZ              | 14 | William Carvalho      |     | 82' |
| PÚ              | 8  | Bruno Fernandes       |     |     |
| SÚ              | 7  | Cristiano Ronaldo (c) |     | 82' |
| LÚ              | 11 | João Félix            | 77' | 82' |
| Nahrazující:    |    |                       |     |     |
| OB              | 5  | Raphaël Guerreiro     |     | 42' |
| ÚT              | 15 | Rafael Leão           |     | 69' |
| ZÁ              | 23 | Matheus Nunes         |     | 82' |
| ÚT              | 26 | Gonçalo Ramos         |     | 82' |
| ZÁ              | 6  | João Palhinha         |     | 82' |
| Trenér:         |    |                       |     |     |
| Fernando Santos |    |                       |     |     |

| BR           | 23 | Sergio Rochet          |     |     |
| SO           | 2  | José Giménez           |     |     |
| SO           | 3  | Diego Godín (c)        |     | 62' |
| SO           | 19 | Sebastián Coates       |     |     |
| DZ           | 6  | Rodrigo Bentancur      | 6'  |     |
| SZ           | 15 | Federico Valverde      |     |     |
| SZ           | 5  | Matías Vecino          |     | 62' |
| PK           | 13 | Guillermo Varela       |     |     |
| LK           | 16 | Mathías Olivera        | 44' | 86' |
| SÚ           | 11 | Darwin Núñez           |     | 72' |
| SÚ           | 21 | Edinson Cavani         |     | 72' |
| Nahrazující: |    |                        |     |     |
| ÚT           | 8  | Facundo Pellistri      |     | 62' |
| ZÁ           | 10 | Giorgian de Arrascaeta |     | 62' |
| ÚT           | 18 | Maxi Gómez             |     | 72' |
| ÚT           | 9  | Luis Suárez            |     | 72' |
| OB           | 17 | Matías Viña            |     | 86' |
| Trenér:      |    |                        |     |     |
| Diego Alonso |    |                        |     |     |

| Muž zápasu: Bruno Fernandes Asistenti rozhodčího: Mohammadreza Mansouri Mohammadreza Abolfazli Čtvrtý rozhodčí: Abdulrahman Al-Jassim Náhradní rozhodčí: Saud Al-Maqaleh Videorozhodčí: Abdulla Al-Marri Asistenti videorozhodčího: Shaun Evan Anton Shchetinin Rédouane Jiyed |

3. kolo

### Ghana - Uruguay
Ghana a Uruguay spolu odehrály jeden jediný zápas. Bylo to na Mistrovství světa v Jihoafrické republice 2010 ve čtvrtfinále, kde po remíze 1:1 po 120 minutách vyhrál na penalty jihoamerický celek, i přesto, že jednomu pokutovému kopu čelil ještě před začátkem rozstřelu, a to v poslední minutě prodloužení.
| 2. prosince 2022 16:00 (UTC+3) |        |                                 |                                                                      |
| Ghana                          | 0 : 2  | Uruguay                         | Al Janoub Stadium, Al Wakrah diváci: 43 443 rozhodčí: Daniel Siebert |
|                                | Zpráva | 26', 32' Giorgian de Arrascaeta | Al Janoub Stadium, Al Wakrah diváci: 43 443 rozhodčí: Daniel Siebert |

| Ghana | Uruguay |

| BR           | 1  | Lawrence Ati-Zigi     |       |       |
| PO           | 26 | Alidu Seidu           | 90+9' |       |
| SO           | 18 | Daniel Amartey        |       |       |
| SO           | 4  | Mohammed Salisu       |       |       |
| LO           | 17 | Baba Rahman           |       |       |
| SZ           | 5  | Thomas Partey         |       |       |
| SZ           | 21 | Salis Abdul Samed     |       | 72'   |
| PK           | 20 | Mohammed Kudus        |       | 90+8' |
| OZ           | 10 | André Ayew (c)        |       | 46'   |
| LK           | 9  | Jordan Ayew           |       | 46'   |
| SÚ           | 19 | Iñaki Williams        |       | 72'   |
| Nahrazující: |    |                       |       |       |
| ZÁ           | 22 | Kamaldeen Sulemana    | 86'   | 46'   |
| ZÁ           | 11 | Osman Bukari          |       | 46'   |
| ÚT           | 25 | Antoine Semenyo       |       | 72'   |
| ZÁ           | 8  | Daniel-Kofi Kyereh    |       | 72'   |
| ZÁ           | 7  | Abdul Fatawu Issahaku |       | 90+8' |
| Trenér:      |    |                       |       |       |
| Otto Addo    |    |                       |       |       |

| BR           | 23 | Sergio Rochet          |        |     |
| PO           | 13 | Guillermo Varela       |        |     |
| SO           | 2  | José Giménez           | 90+10' |     |
| SO           | 19 | Sebastián Coates       | 87'    |     |
| LO           | 16 | Mathías Olivera        |        |     |
| PZ           | 8  | Facundo Pellistri      |        | 66' |
| SZ           | 15 | Federico Valverde      |        |     |
| SZ           | 6  | Rodrigo Bentancur      |        | 34' |
| LZ           | 10 | Giorgian de Arrascaeta |        | 80' |
| SÚ           | 9  | Luis Suárez (c)        | 60'    | 66' |
| SÚ           | 11 | Darwin Núñez           | 20'    | 80' |
| Nahrazující: |    |                        |        |     |
| ZÁ           | 5  | Matías Vecino          |        | 34' |
| ÚT           | 21 | Edinson Cavani         | 90+10' | 66' |
| ZÁ           | 7  | Nicolás de la Cruz     |        | 66' |
| ÚT           | 18 | Maxi Gómez             |        | 80' |
| ZÁ           | 24 | Agustín Canobbio       |        | 80' |
| Trenér:      |    |                        |        |     |
| Diego Alonso |    |                        |        |     |

| Muž zápasu: Giorgian de Arrascaeta Asistenti rozhodčího: Jan Seidel Rafael Foltyn Čtvrtý rozhodčí: Jošimi Jamašitaová Náhradní rozhodčí: Vasile Marinescu Videorozhodčí: Bastian Dankert Asistenti videorozhodčího: Pol van Boekel Ciro Carbon Paolo Valeri |

### Jižní Korea - Portugalsko
Portugalsko a Jižní Korea se utkaly jednou, a to na Mistrovství světa 2002. Jižní Korea vyhrála v domácím prostředí 1:0.
| 2. prosince 2022 16:00 (UTC+3)         |        |                  |                                                                         |
| Jižní Korea                            | 2 : 1  | Portugalsko      | Stadion Education City, Al Raján diváci: 44 097 rozhodčí: Facundo Tello |
| KIM Jong-kwon 27' HWANG Hi-čchan 90+1' | Zpráva | 5' Ricardo Horta | Stadion Education City, Al Raján diváci: 44 097 rozhodčí: Facundo Tello |

| Jižní Korea | Portugalsko |

| BR           | 1  | Kim Sung-kju     |       |       |
| PO           | 15 | Kim Mun-hwan     |       |       |
| SO           | 20 | Kwon Kjong-won   |       |       |
| SO           | 19 | Kim Jong-kwon    |       | 81'   |
| LO           | 3  | Kim Čin-su       |       |       |
| SZ           | 5  | Čong U-jong      |       |       |
| SZ           | 6  | Hwang In-pom     |       |       |
| PK           | 18 | Li Kang-in       | 36'   | 81'   |
| OZ           | 10 | Li Če-song       |       | 65'   |
| LK           | 7  | Son Hung-min (c) |       |       |
| SÚ           | 9  | Čo Kju-song      |       | 90+3' |
| Nahrazující: |    |                  |       |       |
| ZÁ           | 11 | Hwang Hi-čchan   | 90+2' | 65'   |
| ÚT           | 16 | Hwang I-čo       |       | 81'   |
| ZÁ           | 13 | Son Čun-ho       |       | 81'   |
| OB           | 24 | Čo Ju-min        |       | 90+3' |
| Trenér:      |    |                  |       |       |
| Paulo Bento  |    |                  |       |       |

| BR              | 22 | Diogo Costa           |  |     |
| PO              | 2  | Diogo Dalot           |  |     |
| SO              | 3  | Pepe                  |  |     |
| SO              | 24 | António Silva         |  |     |
| LO              | 20 | João Cancelo          |  |     |
| DZ              | 18 | Rúben Neves           |  | 65' |
| SZ              | 23 | Matheus Nunes         |  | 65' |
| SZ              | 16 | Vitinha               |  | 81' |
| PÚ              | 17 | João Mário            |  | 81' |
| SÚ              | 7  | Cristiano Ronaldo (c) |  | 65' |
| LÚ              | 21 | Ricardo Horta         |  |     |
| Nahrazující:    |    |                       |  |     |
| ZÁ              | 6  | João Palhinha         |  | 65' |
| ÚT              | 15 | Rafael Leão           |  | 65' |
| ÚT              | 9  | André Silva           |  | 65' |
| ÚT              | 10 | Bernardo Silva        |  | 81' |
| ZÁ              | 14 | William Carvalho      |  | 81' |
| Trenér:         |    |                       |  |     |
| Fernando Santos |    |                       |  |     |

| Muž zápasu: Hwang Hi-čchan Asistenti rozhodčího: Ezequiel Brailovsky Gabriel Chade Čtvrtý rozhodčí: Maguette N'Diaye Náhradní rozhodčí: Djibril Camar Videorozhodčí: Nicolas Gallo Asistenti videorozhodčího: Juan Soto Bruno Boschilia Armando Villarreal |

## Disciplína
Body fair play se použijí jako rozhodující, pokud jsou celkové a vzájemné výsledky týmů vyrovnané. Ty se vypočítávají na základě žlutých a červených karet obdržených ve všech zápasech skupiny takto:
- žlutá karta: minus 1 bod;
- nepřímá červená karta (druhá žlutá karta): minus 3 body;
- přímá červená karta: minus 4 body;
- žlutá karta a přímá červená karta: minus 5 bodů;

V jednom zápase lze na hráče uplatnit pouze jeden z výše uvedených odečtů.
| Tým         | 1. Kolo | 1. Kolo                                                    | 1. Kolo   | 1. Kolo                         | 2. Kolo | 2. Kolo                                                    | 2. Kolo   | 2. Kolo                         | 3. Kolo | 3. Kolo                                                    | 3. Kolo   | 3. Kolo                         | Body |
| Tým         |         | Žlutá karta udělena · Žlutá karta udělena opět · Vyloučení | Vyloučení | Žlutá karta udělena · Vyloučení |         | Žlutá karta udělena · Žlutá karta udělena opět · Vyloučení | Vyloučení | Žlutá karta udělena · Vyloučení |         | Žlutá karta udělena · Žlutá karta udělena opět · Vyloučení | Vyloučení | Žlutá karta udělena · Vyloučení | Body |
| ----------- | ------- | ---------------------------------------------------------- | --------- | ------------------------------- | ------- | ---------------------------------------------------------- | --------- | ------------------------------- | ------- | ---------------------------------------------------------- | --------- | ------------------------------- | ---- |
| Portugalsko | 2       |                                                            |           |                                 | 3       |                                                            |           |                                 |         |                                                            |           |                                 | −5   |
| Jižní Korea | 1       |                                                            |           |                                 | 2       |                                                            |           |                                 | 2       |                                                            |           |                                 | −5   |
| Ghana       | 4       |                                                            |           |                                 | 2       |                                                            |           |                                 | 2       |                                                            |           |                                 | −8   |
| Uruguay     | 1       |                                                            |           |                                 | 2       |                                                            |           |                                 | 5       |                                                            |           |                                 | −8   |